# Gurjevsk (Kemerovská oblast)
Gurjevsk (rusky Гу́рьевск) je město v Kemerovské oblasti
v Rusku s přibližně pětadvaceti tisíci obyvateli.

## Poloha a doprava
Gurjevsk leží na západě střední části Kuzněcké pánve v předhůří Salairských hor, na potoce Malý Bačat. Je vzdálen dvě stě kilometrů na jih od oblastního správního střediska Kemerova a třicet kilometrů na jihozápad od Belova.
Přes Gurjevsk vede místní železniční trať ze Salairu do Belova, kde se napojuje na železniční trať z Novosibirska do Novokuzněcka.

## Dějiny
Gurjevsk byl založen v roce 1815 v souvislosti s výstavbou stříbrné hutě, která byla v provozu od 15. listopadu 1816. V roce 1826 zde vznikla místo toho slévárna litiny, která pak byla v provozu do roku 1908.
Od roku 1938 je Gurjevsk městem.

### Rodáci
- Anna Vladlenovna Samochina (1963–2010), ruská herečka